# Chalaux
Chalaux – miejscowość i gmina we Francji, w regionie Burgundia-Franche-Comté, w departamencie Nièvre.
Według danych na rok 1990 gminę zamieszkiwały 94 osoby, a gęstość zaludnienia wynosiła 9 osób/km² (wśród 2044 gmin Burgundii Chalaux plasuje się na 816. miejscu pod względem liczby ludności, natomiast pod względem powierzchni na miejscu 903.).